# 冯秦
冯秦（1937年—），男，辽宁康平人，中华人民共和国政治人物，曾任中共内蒙古自治区党委常委、组织部部长，内蒙古自治区政协副主席。